# Железнодорожная линия Обская — Бованенково — Карская
Железная дорога «Обская — Бованенково — Карская» — самая северная из действующих железных дорог в мире; построена ПАО «Газпром» на полуострове Ямал. Берёт начало от станции Обская Северной железной дороги, в 12 км от Лабытнанги.
Основное назначение дороги — доставка грузов для освоения Бованенковского нефтегазоконденсатного месторождения (а также Харасавэйского месторождения).
Рабочее движение поездов осуществляется на участке протяжённостью 572 км до станции Карская. Осуществляется доставка грузов, необходимых для освоения Бованенковского месторождения,  строителей и вахтового персонала Бованенковского НГКМ. Эксплуатацию железнодорожной линии с 2009 года выполняет Ямальский филиал ООО «Газпромтранс».
В перспективе планируется продлить дорогу до посёлка Харасавэй (на побережье Карского моря), а также построить ветки до вахтового посёлка Сабетта и села Новый Порт, в рамках проекта «СШХ-2».

## Станции и разъезды
Основные пункты железной дороги: станция Обская — разъезд Скальный — станция Паюта — разъезд Хралов — разъезд № 15 — разъезд № 19 — разъезд 26 (557 км) — станция Карская.
По состоянию на август 2011 года дорога проложена только до станция Карская. До морского порта в селе Харасавэй дорогу планируется подвести к 2030 году, как следует из «Стратегии развития железнодорожного транспорта в РФ до 2030 года».
Разъезд «Скальный» до января 2012 являлся станцией «Скальная».
Осенью 2011 года были разобраны разъезды № 22 и 24.
В первой половине 2011 года был разобран разъезд № 21.
Осенью 2012 разобран разъезд №18.
Разъезд № 3 был законсервирован с 2007 (примерно) года по декабрь 2011, когда был окончательно разобран.
Разъезд № 11 (в народе «Канары») был законсервирован с 2009 года по декабрь 2011, когда был окончательно разобран.
Станции «Лаборовая» не существует. Нет никаких сведений о существовавшей когда-либо станции с официальным названием «Лаборовая» или «Лаборовое». Есть деревня «Лаборовая» (67°38′14″ с. ш. 67°33′53″ в. д.), расположенная почти в 13 км на запад от железной дороги, если считать по грунтовой дороге. Ближайшие разъезды — № 6 (недействующий) и разобранный ныне разъезд № 7.
Разъезд № 16 разъездом не являлся — там был один тупиковый путь примыкания к основной железной дороге.
Протяжённость железной дороги до станции Бованенково 525 (538) км, до станции Карская 572 км, и до станции Харасавэй составит 678 км.
Официально движение до Бованенково открыто 12 января 2010 года. Но в действительности даже весной 2010 года до Бованенково не хватало ещё 30—40 км пути. Движение до станции Карская было открыто 15 февраля 2011 года.
«Газпром» уже с 2009 года заявляет о продаже железной дороги, чтобы исключить ненужные расходы по её содержанию после окончания строительства большей части инфраструктуры НГКМ Бованенковское. Это можно объяснить тем, что «Газпром» в действительности не планировал никаких проектов по освоению новых месторождений с 2005 до 2030 года, кроме Бованенковского, при условии, что содержать железную дорогу ради одного газового месторождения экономически нецелесообразно. Расходы по содержанию железной дороги можно снизить только за счёт кооперации между ПАО «Газпром», ПАО «Ямал СПГ» и другими участниками освоения нефтегазоконденсатных месторождений Ямала, если таковые имеются.
В сентябре 2009 года Алексей Миллер высказал готовность продать дорогу ОАО «РЖД» за 130 млрд рублей. Однако РЖД не торопится совершать покупку в связи с убыточностью дороги.

## История строительства
В 1986 году ПСМО «Ямалтрансстрой» начал строительство 540-километровой трассы Обская — Бованенково. Стройка была объявлена Всесоюзной ударной комсомольской, о чём напоминает установленная на станции стела. На строительство направлялись бригады и строительно-монтажные поезда с БАМ. В ходе строительства была опробована новая схема сооружения земляного полотна: зимой закладывается «ядро» насыпи — мёрзлая тундра закрывается мёрзлым грунтом, летом — насыпь доводят до проектного профиля талым, сухим грунтом. Для защиты насыпи от разрушения в результате нагревания используются тепловые амортизаторы из пеноплэкса. В качестве основы — недренирующий суглинок, который раньше считался для этого непригодным. В итоге удалось с самого начала, в отличие от Транссибирской и Трансполярной магистралей и БАМа, обеспечивать стабильное состояние земляного полотна.
Завершение строительства планировалось на начало 1990-х, но сложность и удалённость трассы, Перестройка и перенос сроков освоения Бованенковского месторождения превратили его в долгострой. Строительство прекратилось в 1995 году. К лету 1995 года на Ямале было уложено 224 км пути, запущено движение грузовых и пассажирских поездов от станции Обская до промежуточной станции Паюта.

Затем на государственном уровне было принято решение об экспериментальном строительстве до 272-го километра. Ежегодно Газпром вкладывал незначительные средства в строительство железной дороги на указанной территории. Однако в 2003 году на 268 (267) километре (разъезд Хралов) строительство было прекращено.

В 2003 году предполагалось, что строительство и развитие будет вести совместное предприятие созданное МПС, Газпромом и администрацией ЯНАО. Это совместное предприятие было создано в 2003 году и называется оно ЯЖДК.
В 2005 году «Газпром» возобновил работы по строительству линии Обская — Бованенково. Генеральным подрядчиком стала компания «Ямалтрансстрой», которая выиграла тендер газовой монополии на реализацию проекта «Новая железнодорожная линия Обская — Бованенково», перед этим, в 2005 году, отремонтировав уже имевшиеся пути.
К 2006 году было проложено 267 километров пути, на проложенном участке построено 35 мостов, уложено 560 водопропускных труб.
В декабре 2007 года планировалось начать строительство самого длинного в России 4-х километрового моста через пойму реки Юрибей.
Компания «Ямалтрансстрой» обязалась завершить строительство к концу 2009 года.
В апреле 2009 года генеральный директор ООО «Газпромтранс» Вячеслав Тюрин заявил, что несмотря на финансовый кризис, сквозное движение по трассе Обская-Бованенково будет открыто 1 января 2010 года и что земляное полотно лежит практически до Бованенково. Планируется уменьшить финансовые затраты за счёт сокращения инфраструктурных объектов таких как железнодорожные станции, разъезды.
4 июня 2009 года открыт мост через пойму реки Юрибей, самый длинный железнодорожный мост в мире за Полярным кругом.
12 января 2010 открыто рабочее движение на всей протяжённости.
По предложению ОАО «Ямалтрансстрой» в МГУПС была организована группа по научному сопровождению строительства железнодорожной линии. Сотрудниками университета были отобраны пять характерных участков на которых были взяты пробы грунта и с помощью скважин определены колебания температуры. На основании лабораторных исследований и теплотехнических расчётов были определены параметры насыпи и основания. В том числе во избежания деформаций, растрескивания и вспучивания было предложено укреплять насыпь георешётками, геотекстильными обоймами и другими специально изготовленными для этого материалами.

## Перспективы
В период до 2030 года в рамках «Стратегии развития железнодорожного транспорта в РФ до 2030 года» и проекта «Урал Промышленный — Урал Полярный» планируется строительство ветки «Паюта — Новый Порт».
В качестве перспективы рассматривается линия «Бованенково — Сабетта», причём только после строительства морского порта в селе Сабетта. Данная перспектива рассмотрена в докладе заместителя генерального директора корпорации «Урал промышленный — Урал Полярный».
Планируется использовать дорогу для вывоза высокопарафинированной нефти с Новопортовского месторождения. Для этого на станции Паюта установлен стрелочный перевод для будущей ветки и указатель «На Новый Порт».
Дорога проходит вдоль Полярного Урала, где уже есть разведанные промышленные залежи полезных ископаемых. Одним из них является месторождение Новогоднее-Монто, расположенное в районе шестнадцатого километра, скарново-магнетитовая руда которого содержит повышенные концентрации золота, серебра, меди, кобальта.
Государство берёт обязательства обустроить порт Сабетта и построить танкерный флот ледового класса. Это поможет Газпрому начать разработку нефтяных залежей Западно-Тамбейского месторождения.
По информации РЖД ТВ дорогу «планируют задействовать для вывоза углеводородов и нефтегазоконденсатов с месторождений в Ямальском автономном округе».
На порт Сабетта возлагает большие надежды ПАО «Новатэк», крупнейший независимый поставщик газа в России, которому принадлежит Пуровский завод по переработке конденсата. Мощность Пуровского ЗПК позволяет производить до 3,7 млн т стабильного газового конденсата в год. В связи с планами по существенному увеличению добычи газового конденсата ОАО «Новатэк» в 2012 году продолжила реализацию проекта по расширению мощности завода до 11 млн тонн в год. Практически весь объём стабильного газового конденсата, производимого на Пуровском ЗПК, поставляется железнодорожным транспортом в порт Усть-Луга, где фракционируется и перегружается на танкеры. С открытием нового терминала в порту Сабетта это позволит увеличить товарооборот по данному направлению.
30 декабря 2015 года были подведены итоги конкурса на право заключения Соглашения о государственно-частном партнёрстве (ГЧП) по созданию и эксплуатации железнодорожной линии «Бованенково — Сабетта». Победителем конкурса стало ООО «ВИС ТрансСтрой», входящее в группу строительных компаний «ВИС». Соглашение подписали вице-губернатор ЯНАО Ирина Соколова и генеральный директор ООО «ВИС ТрансСтрой» Сергей Парсаданян. До конца 2019 года ООО «ВИС ТрансСтрой» обязуется за счёт собственных и заёмных средств осуществить работы по проектированию, разработке рабочей проектной документации и строительству железнодорожной линии. Объём инвестиций превышает 113 млрд рублей.
В 2017 году планировалось начать строительство ж/д Бованенково — Сабетта, которая будет использоваться только для промышленных перевозок нефтегазовых компаний, но начало работ было перенесено.